# Psykopati
Psykopati (från  psyche "själ", "liv" och pathos "lidande") är en generell beteckning på en störd personlighet ifråga om empati, känsloliv och vilja att följa sociala normer. Många begår till följd av tillståndet handlingar som av majoriteten uppfattas som onda; psykopaten är ofta ytligt charmig men i grunden totalt självisk och oempatisk, oförmögen att känna ånger, utan kan tvärtom skryta med att ha kommit strafflöst undan. Andelen psykopater uppskattas till omkring ett par procent av befolkningen. Psykopati är ett väletablerat och mycket beforskat begrepp inom psykiatrin och rättspsykiatrin trots att tillståndet inte återfinns som en diagnos i någon standardiserad manual. Psykopati associeras ofta med kriminalitet men personen behöver inte vara oförmögen att leva laglydigt för att uppfylla kriterierna. 
Medan människor med psykossjukdomar ofta har bisarra beteenden och uppförande är personen med psykopati istället väl medveten om att föra sig rätt, vara trevlig och att ge ett gott intryck. Uppförandet kan dock vara teatraliskt eller tillgjort, personen kan uttrycka uppfattningar om sin egen förträfflighet, simulera känslor som anses passande, allt i syfte att manipulera för att uppnå bestämda personliga målsättningar. En person med psykopati har som regel svårt att förstå nyansskillnader i känslor, till exempel skillnaden mellan sexuell attraktion och äkta kärlek. I kombination med detta har psykopater ofta drag av impulskontrollstörningar samt saknar tålamod; de söker sig till äventyr och beter sig ansvarslöst.
Ett begrepp som till del överlappat psykopati och numera anses förlegat är sociopati 

## Historia
Psykopati beskrevs första gången av Philippe Pinel såsom "galenskap utan delirium", och som en karaktär som fullständigt saknade skuldkänslor. Det moderna begreppet för psykopati, det vill säga en karaktär som kännetecknas av sådan avsaknad av skuldkänsla men också bedräglig charm, skamlöshet, manipulation, inadekvat motivation och oansvarigt beteende, skapades 1941 av Hervey Cleckley i dennes bok The Mask of Sanity. Cleckley beskrev tillståndet som en psykisk diagnos, och betonade att sådana personer både saknade personliga värden och förmåga att förstå sådant, vilket yttrade sig i att personen inte skilde mellan skönhet och fulhet, godhet och ondska, kärlek och skräck. Psykopatin var som en känslomässig färgblindhet, ansåg Cleckley, varigenom den drabbade också var inkapabel att se sådana nyanser hos andra. Därvidlag kunde en psykopat upprepa inlärda fraser, men saknade förmåga att bilda sig djupare begrepp om värden.
Såsom psykiatrisk diagnos har psykopati aldrig funnits, dock antogs diagnosen "antisocial personlighetsstörning" av DSM och ICD för att täcka en likartad karaktär. I synnerhet inom rättspsykiatrin har termen trots detta använts vid forskning, där Robert Hare utgav banbrytande böcker i ämnet från 1970-talet, efter flera års studier. Att rättspsykiatrin länge exklusivt använde termen betydde inte att man ansåg att vare sig alla kriminella vore psykopater, eller att alla psykopater vore kriminella.
Tidigt konstaterades att män mycket oftare var psykopater än kvinnor, att kriminella psykopater oftare återföll i brott, att deras brott var allvarligare och grymmare, och att psykopater ofta använde psykoterapi för att förbättra förmågan till psykologisk manipulation. Detta har studerats från olika håll, bland annat i ljuset av personlighetsutvecklingen, anknytningsprocesser, och etologi. Hos djur finns en våldshämmande mekanism (violence inhibition mechanism), till exempel att lugna ner sig när någon blottar strupen, som psykopater saknar. Olika forskare har också koncentrerat sig på antingen psykopatiska beteenden (behaviorism) eller på psykopatiska personlighetsdrag (psykodynamiska skolan), eller i samband med personlighetsgenetikens framsteg studerat biologiska avvikelser. Inom evolutionspsykologin har psykopati granskats med hänseende till personlighetens eventuella fördelar eller nackdelar i evolutionär överlevnad.

## Psykopati som diagnos
Psykopati är ett välkänt begrepp inom psykiatrin och rättspsykiatrin, det förekommer dock inte som enskild diagnos i DSM-5 eller ICD-10. Den närmaste motsvarigheten till psykopati i standardiserade diagnosmanualer torde vara "antisocial personlighetsstörning", som dock ej täcker in syndromets komplexitet. Beröringspunkterna med "narcissistisk personlighetsstörning" och "borderline-personlighetsstörning" blir endast tydliga i Robert D. Hares PCL-R.   
Tillståndet diagnostiseras ofta efter Robert Hares PCL-R. I de allra flesta fall där tillståndet kan konstateras bedöms sällan personen som "sjuk" i enlighet med FN:s definition av begreppet. För att de psykopatiska dragen ska betraktas som en sjukdom bör personen ifråga ha nått över ett bestämt mätvärde i psykologisk testning av olika personliga egenskaper och därtill utgöra en fara för sig själv eller andra människors liv och hälsa.

### De tjugo frågeområdena i Hares psykopatikriterier
Vid användning av Hares lista över kriterier för psykopati tilldelas patienten eller brottslingen 1 poäng för de egenskaper som överensstämmer väl med personligheten och 2 poäng för de som överensstämmer mycket väl. Summan av dessa poäng kan bli som mest 40. Gränsen för psykopati går vid ett sammanlagt poängtal på 30 eller mer.
1. Talför/ytlig charmig
2. Förhöjd självuppfattning/grandios
3. Behov av spänning/blir lätt uttråkad
4. Patologiskt lögnaktig
5. Bedräglig/manipulativ
6. Saknar ånger och skuldkänslor
7. Flackt, ytligt känsloliv
8. Kall/bristande empatisk förmåga
9. Parasiterande livsstil
10. Bristande självkontroll till exempel lättväckt aggressivitet
11. Promiskuöst och egoistiskt sexualliv
12. Tidiga beteendeproblem (före 12 års ålder)
13. Saknar realistiska, långsiktiga mål; agerar kortsiktigt och kan inte planera på lång sikt
14. Impulsiv
15. Ansvarslöshet, till exempel som förälder eller chef
16. Tar inte ansvar för sina handlingar
17. Många kortvariga äktenskapsliknande förhållanden
18. Ungdomsbrottslighet (före 15 års ålder)
19. Överträdelse av villkorad frigivning/utskrivning, begår till exempel nya kriminella handlingar under permission
20. Kriminell mångsidighet, flera typer av lagbrott bland de följande 10: inbrott, rån, narkotikabrott, olaga frihetsberövande, mord/mordförsök, olaga vapeninnehav, sexualbrott, grov oaktsamhet, bedrägeri, rymning från fångvårdsanstalt (är ej ett lagbrott i sig)

### Beteende
Robert D. Hare beskriver psykopater som "mänskliga rovdjur som använder charm, manipulation, provokation och våld för att kontrollera andra och tillfredsställa sina egna själviska behov. Med en brist på samvete och medkänsla för andra, tar de kallblodigt vad de vill ha och gör som de själva vill, och bryter mot sociala normer och förväntningar utan den minsta skymt av skuld- eller ångerkänslor".
Psykopatens karaktär är i allmänhet mycket manipulativ. De psykopater som inte kan hantera sin personlighetsstörning kan vara mycket farliga för sina medmänniskor och samhället. Vissa psykopater kan klara att i arbetslivet följa normer, regler och lagar, åtminstone på ett ytligt plan. Ofta är dock psykopatisk personlighetsstörning förknippat med normlöshet, oförmåga att behålla en anställning och inblandning i konflikter på arbetsplatsen. Missbruk och kriminalitet är vanligt, detta delvis beroende på att en av de dominerande särdragen för en psykopat är brist på impulskontroll.
Familjelivet kan vara en etablerad katastrof med partners som fallit för charmen, skrivit alla sina ägodelar på den store charmören och lever mer eller mindre i daglig skräck för nya hot eller utövat våld. Psykopatitillståndet finns i alla socialgrupper - även i samhällets toppskikt. En svensk dokumentär om psykopater i arbetslivet kom fram till "En del psykopater blir extremt framgångsrika chefer eller företagsledare. Med charm, karisma, kyla och en manipulativ förmåga tar de sig fram i de flesta situationer."

## Uppkomsten av psykopati
Uppkomsten av psykopati kan dels studeras biologiskt, dels socialt. Psykopati i vuxen ålder korrelerar ofta med uppförandestörning och ADHD under barndomen. Det kan dock ifrågasättas huruvida detta bör ses som en komorbiditet utan essentiellt samband, eller om störningarna under barndomen föregriper psykopatin. Som regel ser man det dock som samband utan relevans för förståelsen av psykopatin.
Personer som är benägna att betona sociala faktorer till uppkomsten av avvikelser har som regel förklarat psykopatin med dålig social och känslomässig uppväxtmiljö. I den tolkningstraditionen ersattes psykopati ett tag med termen sociopati, för betona samhällets inverkan på personlighetsutvecklingen. Därmed kunde ondskan som psykopatin förknippas med placeras i samhället, och inte i någon enskild människas karaktär.
En annan förklaringsmodell utgår från personlighetsgenetiken med dess reglering av hormoner och signalsubstanser som påverkar personlighet, viljeliv, känslor och humör. Ett argument för den förklaringsmodellen är att psykopater återfinns i alla sociala miljöer, och att olika sociala miljöer endast påverkar uttrycken för psykopatin.
De olika synsätten på psykopatins uppkomst leder till olika uppfattningar om huruvida psykopaten själv är ett offer eller ej. Genom att förklara psykopatin med samhällsstrukturer blir brottslingen eller den onde själv ett offer, medan att betona det biologiska förlägger orsaken till beteendet till psykopaten själv.

## Begreppet psykopati

### Psykopati som sjukdom
Psykopatin är ett från det normala personlighetsutvecklingen hos människan avvikande tillstånd. De psykopatiska karaktärsdragen uppfattas inte som orsak till lidande av psykopaten. Psykopaten kan erkänna att det finns ett lidande i sitt liv, som psykopatin har orsakat. Däremot saknar psykopaten insikt om lidandets orsaksförhållande, att skulden ligger i den egna karaktären. Det är vanligt att de utvecklar missbruk av olika slag eftersom de ofta anser att de kan hantera och tåla alkoholdrycker och droger. Det är också vanligt att psykopaten framställer sig som ett offer när det är gynnsamt.
Psykopati, som nästan uteslutande drabbar män, har förmodligen i stor utsträckning en biologisk etiologi, bland annat genom testosteronreglering. Av samtliga med dessa biologiska förutsättningar riskerar de som växt upp i socialt utsatta miljöer i högre grad att utvecklas till våldsbrottslingar, det vill säga att uttrycken för psykopatin blir handgripliga och direkta. De som är fostrade i miljöer där våld är oaccepterat tenderar att oftare manipulera andra och begå andra former av brott till följd av psykopatin.

### Neurobiologiska och andra fysiologiska kännetecken
Det finns ett flertal medicinska studier på vad som kännetecknar psykopater. En ofta anförd hypotes är att de inte har samma igenkänning för hot som andra och att de därför inte känner rädsla. Några belägg för detta är att de saknar startle-reflexen, att spontan muskelanspänning vid rädsla uteblir, att de inte avläser rädsla i beteendet hos andra, och att deras sätt att blinka skiljer sig från dem som inte är psykopater.
Vid depression, som jämförelse, har personer överaktivitet i amygdala, hippocampus, ventromediala cortex, och främre gördelvindlingen, vilket på grund av signalsystemet i limbiska systemet ger endokrina störningar. Men vid psykopati ses en underaktivitet i samma områden, vilket likaledes ger förändrade hormonnivåer. Psykopati är dock till skillnad från många andra tillstånd, resistent mot behandling.
Neuroendokrina studier har visat på vissa avvikande hormonnivåer. Det tycks finnas en korrelation med höga nivåer trijodtyronin i kombination med normala eller låga nivåer tyroxin. Psykopater verkar också ha höga värden testosteron i kombination med låga värden kortisol.
Psykopati har ett samband med hyperaktivitet i belöningssystemet i accumbenskärnan, det vill säga dopaminutsöndringen där. Detta förklarar drogmissbruk, impulsivitet och antisociala beteenden i störningen. Den utagerande aggressionen i psykopatin korrelerar med underfunktion i det serotonerga, och hyperfunktion i det dopaminerga systemet, samt höga nivåer andra katekolaminer.
Personer med psykopati har generellt sett lägre vilopuls än övriga befolkningen. De har också högre heart rate variability än befolkningen i övrigt. Vid möte med ett stimulus som väcker aversion, brukar dock psykopater snabbt få snabbare puls. I detta påminner psykopater om impulsiva personers fysiologiska responser.

## Psykopati och relationer
Psykopati är inte ett enhetligt begrepp, eftersom det i viss utsträckning förekommer att personer uppvisar vissa men inte andra drag av psykopatin. Det finns därför en differentiering mellan primära och sekundära psykopater. Primär psykopati är psykopati som kännetecknas av empatilöshet, frånvaro av skuldkänslor och medkänsla, samt att ångestnivån är lägre än den genomsnittliga befolkningen. Sekundär psykopati är de karaktärsdrag som framför allt handlar om förmåga att fullborda planer, impulsivitet, ansvarslöshet, ett livsmönster som i det långa loppet är självdestruktivt. Psykopatiska karaktärsdrag kan i varierande grad finnas hos många personer som inte uppfyller samtliga kriterier på psykopati, för gränsen mellan normalitet och patologiskt är flytande.
Det finns flera personlighetsdrag i psykopatin som inverkar på samspelet med andra. Sådana känneteckande karaktärsdrag försvårar möjligheten att bibehålla relationer, men det finns trots detta psykopater som är socialt anpassade, även om en sådan anpassning är ytlig och i själva verket bara ingår i psykopatens bedrägliga inställsamhet. Psykopaten saknar inte nödvändigtvis förmåga att följa inlärda regler och inpräntade normer (i sin grandiosa självbild kan psykopaten inte identifiera sig med något negativt), psykopaten saknar förmåga att känna djupa, äkta känslor och att ha osjälviska motiv till relationer, vare sig dennes handlingar ytligt betraktat förefaller sympatiska eller inte. Beträffande kärleksrelationer är den manipulativa charmen ofta ett framgångsrikt redskap för att skaffa sig en partner, i synnerhet när partnern är ung. Med andra ord kan det uttryckas i att primär psykopati inte inverkar negativt på att ha vare sig stabila kärleksrelationer eller vänskapsrelationer (men forskning tyder på att det heller inte korrelerar positivt med att vara populär). Sekundär psykopati påverkar däremot förmågan att vidhålla alla slags relationer mycket starkt negativt.

## Psykopati hos kvinnor
Ett begränsat fåtal (upptäckta eller diagnosticerade) personer med psykopati är kvinnor. I stora drag liknar kvinnors psykopati mäns, men det finns könsskillnader. Kvinnors psykopati kännetecknas vanligen av impulsiv antisocial samt histrionisk eller narcissistisk personlighetstyp. Det kan också finnas samband med borderline personlighetsstörning, trauma och posttraumatiskt stressyndrom. Det råder emellertid inte fullständig enighet omkring frågan huruvida denna så kallade kvinnliga psykopati är en variant av den manliga eller om det är ett fullständigt från detta åtskilt syndrom, samt om den rådande uppfattningen om mäns dominans inom personlighetstypen egentligen vore ett utslag av en könsbias när det gäller att iakttaga kvinnors störningar. Personlighetsdrag som impulsivitet, våldsamhet, manipulation och så vidare kan möjligen uttryckas olika av könen.
Liksom manliga psykopater (enligt Hares definition) avviker kvinnliga psykopaters startle-reflex, vilket för kvinnor i synnerhet gäller fall av negativa känslomässiga bilder av offer, vilket återspeglar kvinnornas medmänskliga okänslighet och avsaknad av medlidande. Det finns flera studier som belagt att kvinnliga psykopater lider av värre alexitymi än manliga psykopater.